# 越後もちぶた
越後もち豚（えちごもちぶた）は、新潟県内14農場で飼育される「和豚もちぶた」で「グローバルピッグファーム」が商標を所有するブランド豚、銘柄豚肉である。

## 概要
原種豚は、ランドレース種×ラージホワイト種（大ヨークシャー種）（母親）とデュロック種（父親）からの三元交雑豚である。
- 商標名：GPF越後もちぶた
- 称呼：ジーピーエフエチゴモチブタ
- 商標登録番号：第5074720号
- 出願日：2007年（平成19年）1月22日

## 飼料
- 配合例（抗生物質に頼らない飼育方法）
  - 穀類（米国産トウモロコシ）
  - 植物性油粕類（大豆ミール）13.5％
  - そうこう類（米糠油粕）0.05％
  - その他（リン酸カルシウム・炭酸カルシウム・食塩・ビタミン・ミネラル・ケイ酸カルシウム・ユッカ抽出物・乳酸菌・枯藻菌）2.42％

## 生産農場
- 新潟市
  - （有）阿部畜産
  - 川作ファーム（株）
  - （有）吉原農場
- 新発田市
  - （有）加治川農興
  - 扶桑畜産（有）
- 岩船郡関川村
  - （有）鈴盛牧場
- 西蒲原郡弥彦村
  - （有）本多ファーム
- 燕市
  - （有）沖野畜産
- 長岡市
  - （有）新保養豚場
  - （有）矢澤養豚センター
- 魚沼市
  - （有）大桃ホッグファーム
- 南魚沼市
  - （有）山田畜産・やまちくショップ
- 中魚沼郡津南町
  - （有）桑原農場
- 上越市
  - （有）北川農場